# Подорожнє (Калінінградська область)
Подорожнє (рос. Подорожное) — селище Зеленоградського району, Калінінградської області Росії. Входить до складу Переславського сільського поселення.
Населення — 3 особи (2015 рік).

## Населення
| 2002 | 2010 |
| ---- | ---- |
| 3    | →3   |